# Kim Geon-hee
Kim Geon-hee (金根熙; * 9. August 2000 in Busan) ist eine südkoreanische Shorttrackerin.

## Werdegang
Kim startete im November 2016 in Calgary erstmals im Weltcup und belegte dabei den 32. Platz und den 19. Platz über 500 m. Mit der Staffel holte sie dort ihren ersten Weltcupsieg. Ihre besten Einzelresultate im Weltcup in der Saison 2016/17 waren der sechste Platz über 1500 m und der fünfte Rang über 1000 m in Gangneung. Bei den Winter-Asienspielen 2017 in Sapporo gewann sie die Goldmedaille mit der Staffel. Sie verfehlte die Qualifikation für die südkoreanische Nationalauswahl für die olympische Saison 2017/18. Doch bei den Ausscheidungsläufen 2018 qualifizierte sie sich für Platz 4 in der südkoreanischen Nationalauswahl und konnte so in der Saison 2018/19 an allen internationalen Wettbewerben teilnehmen. Sie holte in Almaty über 1500 m ihren ersten Weltcupeinzelsieg und erreichte zum Saisonende den zehnten Platz im Weltcup über 1500 m. Zudem wurde sie in Almaty Zweite und in Dresden Dritte mit der Staffel. Bei den Weltmeisterschaften 2019 in Sofia gewann sie die Goldmedaille mit der Staffel.
In der darauffolgenden Saison qualifizierte sie sich für Position 7 der südkoreanischen Nationalauswahl, eine Reserveposition, die ihr nur erlaubt am Weltcup teilzunehmen, wenn eine vor ihr positionierte Läuferin ausfällt. Jedoch nahm sie an den Shorttrack-Juniorenweltmeisterschaften 2020 in Bormio teil und gewann die Goldmedaille über 1500 m. Aufgrund der Corona-Pandemie fielen zahlreiche Veranstaltung aus und die südkoreanische Nationalauswahl stellte erst wieder für die Olympische Saison 2021/22 eine Auswahl. Doch Kim Geon-hee verpasste die Qualifikation für die besten 8 bei den Ausscheidungsläufen. Für die Saison 2022/23 qualifizierte sie sich für Platz 3 der südkoreanischen Nationalauswahl, in dem sie sich in hervorragender Form bei den Ausscheidungsläufen präsentierte. Ihre Form konnte sie nicht auf den Weltcup übertragen. Sie erreichte keine Podiumsplatzierung bei den Einzelevents, hatte aber ihren Anteil an den Erfolgen der Staffel. Bei den saisonabschließenden Shorttrack-Weltmeisterschaften in Seoul gewann sie mit der Staffel die Silbermedaille.
In der Saison 2023/24 rückte sie in die Reserve der südkoreanischen Nationalauswahl auf, da sich Kim A-lang zu Saisonbeginn verletzte. Für die Saison 2024/25 konnte sich Kim Geon-hee wieder für den Weltcup qualifizieren.

## Weltcupsiege

### Weltcupsiege im Einzel
| Nr. | Datum            | Ort    | Disziplin |
| --- | ---------------- | ------ | --------- |
| 1.  | 8. Dezember 2018 | Almaty | 1500 m    |

### Weltcupsiege im Team
| Nr. | Datum            | Ort              |
| --- | ---------------- | ---------------- |
| 1.  | 6. November 2016 | Calgary 1        |
| 2.  | 29. Oktober 2022 | Montreal 2       |
| 3.  | 6. November 2022 | Salt Lake City 3 |

## Persönliche Bestzeiten
- 500 m      43,371 s (aufgestellt am 10. Februar 2019 in Turin)
- 1000 m    1:30,264 min. (aufgestellt am 30. Oktober 2022 in Montreal)
- 1500 m    2:21,319 min. (aufgestellt am 29. Oktober 2022 in Montreal)